# Grotte de la Higuera
La grotte de la Higuera  contient des peintures rupestres située près de Isla Plana  dans la commune de Carthagène dans la région de Murcie,.
Cette grotte abrite des peintures rupestres de thèmes variés de l'art levantin, d'Art schématique ibérique et de gravures, faisant partie de l'ensemble de l'Art rupestre du bassin méditerranéen de la péninsule Ibérique déclaré patrimoine mondial par l'UNESCO en 1998 (réf. 874-433). Il est protégé comme Bien d'intérêt culturel depuis 1985 (RI-51-0008809).

## Localisation
La grotte est située à 50 m d'altitude, au pied de la pointe de Hornos, qui fait partie de l' espace naturel de la Sierra de la Muela. Il s'agit d'un élément karstique de 40 m2 situé à proximité de la ville d' Isla Plana , habitée de façon saisonnière.
Il a été découvert en 1973 et a été fouillé au cours de nombreuses campagnes par l'archéologue Miguel Martínez Andreu, du Musée archéologique municipal de Carthagène, qui a révélé une occupation qui s'étend entre la période finale du Paléolithique supérieur-Épipaléolithique et la période de l'Hispanie romaine. Parmi les matériaux trouvés, se distinguent ceux correspondant au Paléolithique supérieur, comme l'industrie lithique (deux percuteurs et un grattoir) et les restes de faune (bivalvia, cervidae, lapins et poissons). Les étapes ultérieures sont moins représentées, avec quelques fragments de céramique à décor incisé qui se détachent.
Elle se trouve sur un espace privé et ne peut être visitée.

## Peintures rupestres
Les parois de la cavité abritent l'un des rares exemples de peinture rupestre d'Espagne à proximité de la côte (600 m), à côté de la grotte de la Jorquera de Borriol et de l'abri de la Tía Isabel de Benissa. C'est également le seul exemple connu d'art schématique ibérique dans la région de Campo de Cartagena (es).
Les représentations, réalisées avec de l'ocre trouvée lors des fouilles, suivent trois schémas : anthropomorphe avec tête , membres supérieurs et thorax, figure féminine avec jupe et jambes et chèvre avec de longues cornes.